# Episodi di Hacks (prima stagione)
La prima stagione della serie televisiva Hacks è stata distribuita sulla piattaforma streaming statunitense HBO Max dal 13 maggio al 10 giugno 2021, con il rilascio di due episodi ogni settimana.
In Italia la stagione è stata resa disponibile su Netflix il 15 febbraio 2024
.
| nº | Titolo originale | Titolo italiano      | Prima TV USA   | Prima TV Italia  |
| -- | ---------------- | -------------------- | -------------- | ---------------- |
| 1  | There Is No Line | Non ci sono limiti   | 13 maggio 2021 | 15 febbraio 2024 |
| 2  | Primm            | Primm                | 13 maggio 2021 | 15 febbraio 2024 |
| 3  | A Gig's a Gig    | Tutto fa spettacolo  | 20 maggio 2021 | 15 febbraio 2024 |
| 4  | D'Jewelry        | D'jewelry            | 20 maggio 2021 | 15 febbraio 2024 |
| 5  | Falling          | La caduta            | 27 maggio 2021 | 15 febbraio 2024 |
| 6  | New Eyes         | Occhi nuovi          | 27 maggio 2021 | 15 febbraio 2024 |
| 7  | Tunnel of Love   | Il tunnel dell'amore | 3 giugno 2021  | 15 febbraio 2024 |
| 8  | 1.69 Million     | 1,69 milioni         | 3 giugno 2021  | 15 febbraio 2024 |
| 9  | Interview        | Il colloquio         | 10 giugno 2021 | 15 febbraio 2024 |
| 10 | I Think She Will | Penso che lo farà    | 10 giugno 2021 | 15 febbraio 2024 |

## Non ci sono limiti
- Titolo originale: There Is No Line
- Diretto da: Lucia Aniello
- Scritto da: Lucia Aniello, Paul W. Downs, Jen Statsky

### Trama
Deborah Vance, cabarettista leggendaria che da spettacoli nella sua residency al Palmetto Casino di Las Vegas, scopre che il suo ex marito Frank, che l'aveva lasciata per la sorella minore decenni prima, è morto. Il giorno prima, Deborah era stata informata da Marty, l'amministratore delegato del Palmetto, che le date del suo tour del fine settimana sarebbero state assegnate a nuovi artisti nel tentativo di attirare un pubblico più giovane. Una Deborah irritata chiama il suo manager, Jimmy, che le suggerisce di assumere uno scrittore. Anche se Deborah rifiuta, dicendo che è lei stessa che scrive le sue battute, Jimmy offre il lavoro ad Ava Daniels, una scrittrice in difficoltà di Los Angeles che ha recentemente perso un contratto televisivo dopo aver fatto una battuta offensiva su Twitter. Ava vola a Las Vegas per incontrare Deborah, che non sa del suo arrivo; l'incontro diventa rapidamente ostile, con le due donne che si scambiano risposte pungenti ma comiche. Ava se ne va, scoraggiata dal comportamento arrogante di Deborah. Tuttavia, Deborah, colpita dall'abilità comica di Ava, la assume.

## Primm
- Titolo originale: Primm
- Diretto da: Lucia Aniello
- Scritto da: Paul W. Downs

### Trama
Quando Deborah non usa nessuna battuta del materiale che Ava ha scritto per lei, Ava afferma che è difficile scrivere per Deborah senza conoscerla personalmente. Deborah suggerisce di fare un viaggio, ma Ava scopre che è solo un pretesto per Deborah per procurarsi un costoso spargipepe da un antiquario che la odia; il commerciante si rifiuta di venderglielo a meno che Deborah non si scusi per averlo superato ad un'asta con un'offerta superiore anni prima per una collezione costosa, ma lei si rifiuta di scusarsi. Sulla strada di casa, l'auto di Deborah ha una gomma a terra; un amico la prende in elicottero, lasciando Ava nel deserto. Ava riceve una gomma sostitutiva difettosa e torna al negozio di antiquariato, dove acquista lo spargipepe minacciando di rompere uno degli altri oggetti nel negozio del commerciante. Deborah è piacevolmente sorpresa che Ava sia riuscita a procurarsi l'oggetto. Successivamente incarica Ava di digitalizzare il suo intero archivio, che comprende 40 anni di esibizioni di Deborah.

## Tutto fa spettacolo
- Titolo originale: A Gig's a Gig
- Diretto da: Lucia Aniello
- Scritto da: Lucia Aniello

### Trama
All'apertura di una nuova pizzeria, a Deborah viene chiesto di fare una foto dove fa finta di aver bruciato la pizza, in riferimento al fatto che bruciò la casa del suo ex marito decenni prima. Quando Ava le dice che è degradante, Deborah si sente insultata e si vendica salendo su un tour bus e prendendo pubblicamente in giro Ava per aver inviato foto di nudo alla sua ex ragazza. Mentre esamina l'archivio di Deborah, Ava apre un pacco della sorella di Deborah, Kathy, che trova nella spazzatura. Scopre vecchi ritagli degli inizi della carriera di Deborah, inclusa una storia di copertina del Time riguardante il suo pilota imminente, ma alla fine non voluto, per un talk show a tarda notte (che avrebbe reso Deborah la prima conduttrice femminile a tarda notte). Ava trova una cassetta dello spettacolo inedito e ride per la prima volta delle battute di Deborah mentre guarda il video, emozionandosi quando una giovane Deborah ringrazia suo marito e sua sorella per il loro sostegno. Non sa che Deborah la sta origliando, prima di andarsene via silenziosamente.

## D'jewelry
- Titolo originale: D'Jewelry
- Diretto da: Desiree Akhavan
- Scritto da: Joanna Calo

### Trama
Dopo che Deborah si rifiuta di presentare la linea di gioielli di sua figlia DJ alla QVC, Ava va con DJ a una fiera e le due legano per il reciproco risentimento nei confronti delle madri. Ava scopre che DJ paga i paparazzi per scattare foto poco lusinghiere di sua madre da vendere, poi scopre che Deborah acconsente in modo che DJ possa guadagnarsi da vivere. Deborah e il suo manager Marcus vanno al bar mitzvah della figlia di Marty, dove Deborah cerca e fallisce di convincere Marty a non tagliare i suoi show. Marty e Deborah bevono insieme e quasi si baciano, ma la giovane ragazza di Marty, Ivy, entra. Deborah la lusinga facendole segretamente fare un giro della casa di Marty mentre scatta foto dell'arte e dei beni di Marty. Più tardi, Ava chiama sua madre per chiarire finalmente di aver perso il suo contratto televisivo, ma riattacca quando sua madre va nel panico per la stabilità finanziaria di Ava. Una volta che Ava torna in hotel, Deborah la chiama per chiederle dei conti dell'hotel e finiscono per guardare la TV insieme al telefono e fare battute.

## La caduta
- Titolo originale: Falling
- Diretto da: Paul W. Downs
- Scritto da: Andrew Law

### Trama
Deborah usa le foto dei beni di Marty - che ha pagato utilizzando i fondi dell'azienda - per ricattarlo e convincerlo a ripristinare le date del suo tour del fine settimana. Quindi trascorre la notte a ubriacarsi al bar del casinò piuttosto che lavorare al suo show. Ava incontra un uomo, George, con il quale si lega immediatamente; i due trascorrono la notte drogandosi, esplorando Las Vegas e facendo sesso. Si imbattono anche nelle ex compagne di scrittura di Ava, che la informano che nessuno vuole lavorare con lei non a causa del suo tweet offensivo, ma perché è egoista. George convince Ava a smettere di lavorare per Deborah; un'Ava ubriaca lascia un messaggio vocale per Deborah annunciando che si dimette. La mattina seguente, Ava scopre che George si è suicidato gettandosi dalla finestra dell'hotel; le autorità la informano che George stava sfuggendo alle accuse di frode sugli anziani e ha speso gli ultimi soldi a Las Vegas prima di suicidarsi. Ava decide di mantenere il suo lavoro e si precipita freneticamente a casa di Deborah per scusarsi per il messaggio vocale, ma scopre che Deborah non ha usato il telefono per tutta la notte. Deborah chiede ad Ava di unirsi a lei per un ritiro termale.

## Occhi nuovi
- Titolo originale: New Eyes
- Diretto da: Lucia Aniello
- Scritto da: Lucia Aniello, Paul W. Downs, Jen Statsky

### Trama
Mentre Deborah è priva di sensi a causa degli antidolorifici che riceve per la chirurgia estetica, Ava tenta di sbloccarle il telefono per eliminare il messaggio vocale incriminante. Ava scopre che il telefono di Deborah è sbloccato tramite riconoscimento facciale; quando la telecamera non riesce a riconoscere Deborah a causa del suo viso gonfio e fasciato, Ava usa la replica in cera di Deborah al Madame Tussauds per sbloccare il telefono ed eliminare il messaggio vocale. Al ritorno alla spa, Ava assume della marijuana con Deborah. Mentre era sotto gli effetti dell'erba, Deborah ammette che Frank ha inventato l'affermazione secondo cui Deborah ha bruciato la sua casa per gelosia per averla tradita con Kathy, e che lei ha voluto mantenere l'accusa nella sua routine comica dopo che il pubblico si è rifiutato di credere alle sue suppliche di innocenza. Ava incoraggia Deborah ad aggiornare il suo materiale comico condividendo la verità non solo sull'incendio, ma su chi è veramente. Ava soffre di dolori addominali e finisce in ospedale con una ciste ovarica rotta. Quando si sveglia, Deborah accetta di rendere lentamente la sua commedia più riflessiva della verità; lei e Ava ridono insieme mentre Deborah condivide altre storie.

## Il tunnel dell'amore
- Titolo originale: Tunnel of Love
- Diretto da: Desiree Akhavan
- Scritto da: Katherine Kearns

### Trama
Ava e Deborah partecipano alla festa di compleanno di DJ, durante la quale DJ annuncia il suo fidanzamento con Aidan, un combattitore di arti marziali miste che ha incontrato di recente. Le cose vanno bene fino a cena, quando tutti gli ospiti sono invitati dal DJ a fare discorsi. Dopo aver brindato a sua figlia e aver ammesso il suo rammarico per come la loro relazione si è deteriorata, Deborah insiste perché firmi un accordo prematrimoniale. DJ rifiuta e sua madre la mette in imbarazzo ad alta voce di fronte a tutti gli ospiti presenti. Ava consola privatamente DJ suggerendole di prendere decisioni per se stessa piuttosto che per l'approvazione di sua madre. In risposta, DJ decide di sposare Aidan quella notte e chiede ad Ava di accompagnarli in una cappella drive-in per celebrare la cerimonia all'interno dell'auto. Ava trasmette la cerimonia sul suo telefono in modo che Deborah possa assistere. Marty e Deborah ballano e bevono insieme a casa sua, il che si traduce in loro due che fanno sesso.

## 1,69 milioni
- Titolo originale: 1.69 Million
- Diretto da: Paul W. Downs
- Scritto da: Pat Regan

### Trama
La mattina dopo aver dormito con lei, Marty informa Deborah che la sua residency al Palmetto sta per terminare. Una Deborah infuriata chiede l'aiuto di Ava per organizzare uno spettacolo improvvisato in un comedy club locale in modo che possano studiare nuovo materiale. Al club - che ha ospitato Deborah dall'inizio della sua carriera - Ava è costernata nell'apprendere che il suo defunto ex proprietario, Ira, era noto per aver molestato sessualmente comiche femminili impunemente. Quando Ava chiede a Deborah perché non ha mai denunciato le molestie, Deborah è offesa all'idea di non aver fatto abbastanza per le donne nel settore. Tuttavia, Deborah nota poi che l'attuale proprietario del club, Drew, fa commenti sessuali inappropriati nei confronti del suo primo atto. Con lo show che va avanti, Deborah costringe Drew a salire sul palco e gli offre 1,69 milioni di dollari se promette di lasciare definitivamente il suo lavoro. Drew accetta, suscitando applausi e applausi dalla folla. Ava riceve una telefonata da Kayla, l'assistente di Jimmy presso l'agenzia di talenti, che le dice di aver ottenuto per Ava un'intervista redditizia con una società di produzione britannica di alto profilo a Los Angeles.

## Il colloquio
- Titolo originale: Interview
- Diretto da: Lucia Aniello
- Scritto da: Samantha Riley

### Trama
Nel bel mezzo della pianificazione dello spettacolo finale di Deborah al Palmetto, Ava parte per andare al suo colloquio con i produttori a Los Angeles, mentendo a Deborah con la scusa di un appuntamento dal medico. Mentre è lì, incontra la sua ex ragazza. Marcus scopre tramite l'inquilino in subaffitto di Ava il vero motivo per cui Ava è a Los Angeles; già invidioso della relazione di Ava con Deborah, chiama Jimmy e mente dicendo che Deborah lo sa ed è arrabbiata con Ava. Jimmy chiama Deborah per scusarsi, rivelandole inavvertitamente l'inganno di Ava. Ava impressiona i due produttori che la intervistano e viene assunta sul posto. Tuttavia, rifiuta l'offerta dopo aver appreso che i produttori vogliono creare uno spettacolo su una donna "pazza" e sono interessati ad Ava solo perché vogliono che lei condivida storie diffamatorie su Deborah come materiale. Al ritorno a Las Vegas, Ava scopre che Deborah ha annullato il suo pre-spettacolo, non lasciando tempo per provare la sua performance.

## Penso che lo farà
- Titolo originale: I Think She Will
- Diretto da: Lucia Aniello
- Scritto da: Ariel Karlin, Jen Statsky

### Trama
Mentre si prepara per il suo spettacolo finale, Deborah affronta Ava per aver accettato l'intervista a Los Angeles e dice che non utilizzerà il nuovo materiale a favore della sua solita routine. Le due discutono; quando Deborah schiaffeggia Ava per averla definita una "scrittrice da quattro soldi", Ava lascia il lavoro. Ava in seguito chiama Kayla chiedendo l'indirizzo e-mail dei produttori con cui si è incontrata a Los Angeles in modo che possa vendere loro informazioni su Deborah. Deborah promuove Marcus a CEO della sua attività. Prima di salire sul palco, scarta un regalo che Ava le ha lasciato: una copertina di una rivista incorniciata intitolata "Deborah Vance farà la storia?" con una nota scritta a mano da Ava che legge "Penso che lo farà". Commossa dal gesto, Deborah decide di utilizzare il nuovo materiale sul palco. Ava, nel frattempo, vola a casa dei suoi genitori a Boston per il funerale di suo padre Dennis. Deborah appare all'improvviso e ravviva l'elogio funebre con umorismo, aiutando gli ospiti a ricordare Dennis. Più tardi, tornata a casa, Ava si scusa con Deborah, che la informa che sebbene il suo ultimo spettacolo a Las Vegas sia stato un fallimento, vede del potenziale nel materiale e vuole andare in tour con Ava per migliorarlo. Ava accetta felicemente, ma riceve una telefonata da Jimmy mentre si imbarca sul suo volo che le chiede perché ha inviato un'e-mail calunniando Deborah alla società di produzione.